# Platyja sumatrana
Platyja sumatrana là một loài bướm đêm trong họ Noctuidae.